# Saison 2 de Chefs
Chronologie
Saison 1
Cet article présente les épisodes de la deuxième saison de la série télévisée Chefs.

## Distribution

### Acteurs principaux
- Clovis Cornillac : Le Chef
- Hugo Becker : Romain
- Anne Charrier : Delphine, directrice du restaurant
- Nicolas Gob : Yann, second du chef
- Robin Renucci : Monsieur Édouard, propriétaire du restaurant
- Leslie Medina : Clara
- Julien Boisselier : Philippe Gauthier
- Joyce Bibring : Charlène, cuisinière
- Zinedine Soualem : Karim, maître d'hôtel
- Anthony Pho : Woo, cuisinier
- Jean Bediebe : Souleimane, plongeur
- Laurent Ménoret : JC, chef pâtissier

## Liste des épisodes

### Épisode 1
- France : 23 novembre 2016 sur France 2

### Épisode 2
- France : 23 novembre 2016 sur France 2

### Épisode 3
- France : 30 novembre 2016 sur France 2

### Épisode 4
- France : 30 novembre 2016 sur France 2

### Épisode 5
- France : 7 décembre 2016 sur France 2

### Épisode 6
- France : 7 décembre 2016 sur France 2

### Épisode 7
- France : 14 décembre 2016 sur France 2

### Épisode 8
- France : 14 décembre 2016 sur France 2